# جينيستا شائكة الفروع
الجينيستا شائكة الفروع (باللاتينية: Genista acanthoclada) نوع نباتي يتبع جنس الجينيستا من الفصيلة البقولية.

## الموئل والانتشار
موطنها مناطق بلاد الشام وتركيا واليونان.